# Grupos de tratamiento y de control
En el diseño de experimentos, se aplican tratamientos a unidades experimentales en los grupos de tratamiento. En experimentos comparativos, los miembros del grupo complementario, el grupo de control no recibe ningún tratamiento o recibe un tratamiento estándar.
Para que las conclusiones obtenidas de los resultados de un experimento sean válidas, es esencial que los elementos o los pacientes asignados a un grupo de control y un grupo de tratamiento sean representativos de la misma población. En algunos experimentos, como muchos en agricultura o psicología, esto puede lograrse asignando elementos aleatoriamente de una población común a uno del grupo de tratamiento y grupos de control. En estudios de gemelos que implican solo un grupo de tratamiento y de control,  es eficaz desde el punto de vista estadístico hacer esta asignación aleatoria por separado para cada par de gemelos, de modo que uno se encontraría en el grupo de tratamiento y otro en el grupo de control.
En algunos estudios médicos, donde puede no ser ético tratar pacientes que presenten síntomas, los controles pueden recibir un tratamiento estándar, antes que ningún tratamiento (en absoluto). Una alternativa sirve para seleccionar controles de una población más grande, siempre que dicha población esté bien definida y que aquellos que presenten síntomas en la clínica sean representantes de aquellos en la población más amplia.